# Фундата (Јаломица)
Фундата (рум. Fundata) насеље је у Румунији у округу Јаломица у општини Периеци. Oпштина се налази на надморској висини од 29 m.

## Становништво
Према подацима из 2002. године у насељу је живело 441 становника, од којих су сви румунске националности.